# Hyperythra flavaria
Hyperythra flavaria är en fjärilsart som beskrevs av Fabricius 1787. Hyperythra flavaria ingår i släktet Hyperythra och familjen mätare. Inga underarter finns listade i Catalogue of Life.